# Cerveja em Portugal
O mercado português das cervejas é dominado por duas grandes marcas, a Super Bock, do antigo Grupo Unicer, agora designado de Super Bock Group, no Grande Porto, e pela Sagres, da Central de Cervejas (empresa detida a 100% pelo grupo Heineken), em Lisboa. É quase um derby norte/sul entre dois gigantes, que arrecadam as preferências de boa parte dos consumidores.
Em termos de vendas, em 2022, as cervejas com álcool corresponderam a 98,1%, enquanto 1,9% corresponderam a cerveja sem álcool/0%. A maioria da cerveja vendida era lager.

## História
Estudos arqueológicos recentes demonstram que os Lusitanos, povos pré-romanos que habitaram a Península Ibérica, viviam essencialmente de uma agricultura rudimentar, do pastoreio e da recolha de produtos que a natureza oferecia. Como relatou Estrabão, bebiam água e uma espécie de cerveja de cevada, pois o vinho era apenas usado em festins. Após a derrota dos Lusitanos e de outras tribos que habitavam a Península Ibérica pelos conquistadores Romanos, a história da cerveja passa por um período de obscurantismo pois, os romanos tinham preferência pelo vinho. Só com a queda do Império Romano do Ocidente e a chegada dos povos bárbaros é que se voltou a consumir cerveja em quantidades significativas.
No período áureo dos Descobrimentos Portugueses, Portugal tornou-se um ponto estratégico de trocas comerciais e eram frequentes os desembarques de cerveja nos portos das cidades, maioritariamente alemã, flamenga e inglesa, embora o vinho tivesse uma tradição marcadamente dominadora no país, fazendo com que a cerveja fosse sobretudo consumida por estrangeiros que aqui viviam ou estavam de passagem.
No século XVII existia na cidade de Lisboa um local chamado de Pátio da Cerveja, situado na freguesia da Conceição Nova. No século XVIII é interdita a importação de cerveja, imposta por D. João V para proteger a produção de vinho.

### Século XIX
Foi no final do século XVIII e ao longo do século XIX que a indústria da cerveja se consolidou em Portugal através da produção industrial.
Em 1836, foi fundada em Lisboa a Fábrica da Cerveja da Trindade, instalada na Rua Nova da Trindade. Em 1870 é fundada também em Lisboa a fábrica cervejaria Jansen, onde vai nascer um prato lisboeta chamado de Bife à Jansen. Em 1872, Henry Price Miles, um britânico radicado  na Madeira fundou a Cervejaria Atlântica “Atlantic Brewery”. A 7 de março 1890, nasce no Porto a Companhia União Fabril Portuense das Fábricas de Cerveja e Bebidas Refrigerantes (CUFP), resultante  da união de sete fábricas de cerveja e refrigerantes: seis do Porto e uma de Ponte da Barca, no distrito de Viana do Castelo. Nos Açores, em 1893 nascia a Melo Abreu.

### Século XX
Em 1914 é inaugurada a Fábrica Leão, no entanto esta fábrica só funcionou até 1916 devido ao impacto negativo da Grande Guerra. Em 1916 Portugal entra na I Guerra mundial ao lado dos Aliados e contra a Alemanha. Por esse motivo a Fabrica de cerveja Germânia é renomeada de Portugália. Na ilha da Madeira em 1922 é fundada a Fábrica Leão. Nos anos 30 a CUFP lança duas novas marcas de cerveja: a Super Bock e a Zirta, logo seguidas pelo aparecimento da Nevália, uma cerveja que existiu apenas durante os anos da II Grande Guerra e que serviu para preservar as outras marcas face à deficiente qualidade das matérias-primas. Em 1934, nascia a Sociedade Central de Cervejas. Um ano mais tarde, o património da Fábrica de Cervejas Trindade, incluindo a sua cervejaria, é integrado na Central de cervejas. Também nesse ano, nascia na ilha da Madeira a Empresa de Cervejas da Madeira (ECM), resultado da fusão entre a Fábrica Leão e a Fábrica "Atlantic Brewery”.
Em 1935 o consumo de cerveja em Portugal era de 1 litro anual por habitante..
A marca Sagres surgiria em 1940, aproveitando-se então o clima de relativa euforia que se vivia no país devido à realização da Exposição do Mundo Português. Procurando ocupar os diferentes segmentos de mercado, a Central de cervejas criaria em 1941 a Imperial, uma marca de luxo que ainda hoje é sinónimo de cerveja de barril servida em copo. Em 1941 a CUFP lança a Vitória, marca da qual se venderam grandes quantidades aos soldados aliados que se encontravam em Gibraltar.
Em 1960 o consumo de cerveja em Portugal era de 4,6 litros anual por habitante.
No ano de 1964 é inaugurada em Leça do Balio a fabrica da CUFP onde hoje se fabrica a cerveja Super Bock. Em 1967 nasce a cerveja Coral, hoje principal marca de cervejas na Madeira e propriedade da Empresa de Cervejas da Madeira. Em 1968 é inaugurada pela Central de cervejas a fábrica de Vialonga.

### Nacionalizações
Após a Revolução de 25 de Abril de 1974 seguiu-se um período de reorganização do sector cervejeiro, sendo a indústria cervejeira nacionalizada.
Em 1977 o Conselho de Ministros decidiu criar duas empresas públicas, surgindo assim, a Unicer - "União Cervejeira, E.P.", resultado da fusão da CUFP com a COPEJA (localizada em Santarém), com a IMPERIAL (localizada em Loulé) e com a RICAL (fábrica de refrigerantes em Sta. Iria da Azóia), e a Centralcer – Central de Cervejas, E.P. resultado da fusão da Sociedade Central de Cervejas com a Cergal – Cervejas de Portugal.
A década de 80 é um período de consolidação das duas empresas nacionalizadas, com a modernização dos processos de fabrico e distribuição e a introdução de novas marcas e novos produtos. Em 1989 o consumo de cerveja ultrapassa o consumo de vinho em Portugal. Em 1989 a Unicer é privatizada e no ano seguinte é a vez da Central de Cervejas.

### Século XXI
Em 2003 a Central de cervejas foi adquirida pela Scottish & Newcastle e mais tarde em 2008 pela Heineken. Em 2010 a Drinkin foi adquirida pelos Espanhóis da Font Salem.
Nos últimos anos, especialmente a partir de 2011 começaram a aparecer micro cervejarias por todo do pais. Este fenómeno levou ao lançamento de novos produtos, capazes de satisfazer os consumidores habituais e trazer para o convívio dos apreciadores de cerveja, aqueles a quem uma cerveja clássica não satisfaz. Em 2017 a Unicer muda de nome e passa a chama-se Super Bock Group. Atualmente, o mercado nacional é dominado pelos dois grandes fabricantes: o Super Bock Group e a Central de cervejas, os quais controlam aproximadamente 90% do mercado de cerveja.

### Patrono
As confrarias remontam à Idade Média, época em que os mestres de cada ofício (mester) se organizavam nas chamadas irmandades mesteirais com o objetivo de defender interesses comuns ligados à sua atividade. Surgem assim nessa época as primeiras confrarias de mestres cervejeiros.
A existência de um patrono remonta às origens medievais das confrarias, enquanto irmandades de mestres, numa época de intensa religiosidade em que a invocação de figuras santas para ultrapassar as dificuldades diárias era uma prática comum. Daqui resultou que quase todos os ofícios ou profissões passassem a ter o seu santo protetor, uma tradição que ainda hoje conseguimos atestar.
Portugal é um exemplo, ao ter uma forte associação a São Jorge e prova disso são as histórias, romarias, igrejas e nomes de localidades a ele dedicadas. Desta forma, foi também a escolha natural para patrono da Confraria da Cerveja.
O dia de São Jorge, 23 de abril, é uma data ligada à tradição cervejeira. É o dia que habitualmente marcava o fim do período anual de produção de cerveja, dada a aproximação da época de calor, e é também a data da promulgação da Reinheitsgebot (Lei da Pureza da Cerveja) pelo duque Guilherme IV da Baviera, em 1516, que instituiu os ingredientes base para o fabrico de cerveja: água, malte de cevada e lúpulo. A levedura de cerveja não era conhecida à época.

## Festivais
Em Portugal existem alguns festivais cervejeiros como o Aveiro Craft Beer Festival, o WOW Porto, o Cerveja em Lisboa, e o Hopen Braga Beer Festival.

## Mercado
O mercado cervejeiro é controlado em mais de 90% por dois grupos, o grupo Super Bock Group e a Central de Cerveja.

### Consumo
Em 2023 foram consumidos 6.232.000 hectolitros, sendo o consumo per capita de 60 litros anuais. Em 2022 o canal on-trade foi responsável por 67% do consumo, enquanto o canal off-trade foi responsável por 33%.
Em 2022 venderam-se 11.200.000 litros de cerveja sem álcool/0%, o que corresponde a 1,9% do mercado total de cervejas.

### Produção
Em 2021 existiam mais de 100 cervejarias ativas. Em 2023 foram produzidos 7.554.000 hectolitros de cerveja. O valor de impostos gerados pelo fabrico foi de 109 milhões de euros. O fabrico de cerveja foi responsável por 2.516 empregos diretos e 80.000 indiretos.

### Exportações/Importações
Em 2023 foram exportados 1.498.000 hL de cerveja. Para os países da União Europeia foram exportados 1.065.000 hL e para o resto do mundo 433000 hL. As importações de cerveja foram de 99.000 hL em 2023.

## Cervejarias industriais
As cervejarias industriais a operar em Portugal são:
Super Bock Group (Carlsberg)
- Fundação: Em 1890.[16] Fabricas: Leça do Balio.[17]
- Marcas:
  - De origem Portuguesas: Super Bock, Seleção 1927, Cristal, Cheers, Coruja, Marina, Abadia.[18][19]
  - Internacionais: Carlsberg, Somersby.[19]
  - Artesanais: The Browers Company.[20]
  - Extintas: Zirta, Nevália, Vitória, Nautic Light, Cool Beer, Cristal Weiss, Clok, Decider (Sidra).[3]

- Volume de negócios em 2023: 582 milhões de euros.[21]
- Produção em 2023: mais de 300.000.000 de litros.[22]
- Quotas de mercado:
  - Do grupo, em 2018: 49,8%.[23]
  - Por marcas:
    - De cerveja com álcool, em 2023: Super Bock 45,0%,[22] em 2015: Carlsberg 1,9%.[24]
    - De cerveja sem álcool, em 2022: Super Bock sem alcool/0% mais de 50%.[25]
    - De sidras em 2022: Somersby 75,0%.[26]

Central de Cervejas (Heineken)
- Fundação: Em 1934.[16] Fabricas: Vialonga.[16]
- Marcas:
  - De origem Portuguesas: Sagres, Imperial.[19]
  - Internacionais: Heineken, Desperados, Bandida do Pomar, Strongbow.[19]
  - Artesanais: Hoppy House Brewing.[27]
  - Extintas: Jansen.

- Volume de negócios em 2009: 445 milhões de euros.[28]
- Produção em 2023: mais de 200.000.000 de litros.[22]
- Quotas de mercado por marcas, em 2017: Sagres 42,7%;[29] em 2014: Heineken 1,7%.[30]

Font Salem (Estrella Damm)
- Fundação: Em 2001,[31] está localizada no município de Santarém.[16]
- Marcas:
  - De origem Portuguesas: Cintra, Tagus.[32][16]
  - Outras marcas: Prima, Top Beer.[32][16]

- Volume de negócios em 2019: 150 milhões de euros.[33]
- Produção em 2022: 3.000.000 hL (Cerveja e refrigerantes).[34]

ECM - Empresa de Cervejas da Madeira
- Fundação: Em 1872, na ilha da Madeira.[16][35]
- Marcas de origem Portuguesas: Coral, Portuguesa.[32][16]

- Volume de negócios em 2022: 58 milhões de euros.[36]
- Produção em 2024: 36 milhões de litros (cerveja e refrigerantes).

Melo Abreu
- Fundação: Em 1893, no arquipélago dos Açores.[9]

- Marcas de origem Portuguesas: Especial.

### Importadas
As cervejas importadas são:
Sumol+Compal
- Marcas importadas: Estrella Damm.[37]

## Cervejarias artesanais
No final do século XX cansados da uniformidade das grandes marcas de cervejas comerciais, os consumidores começaram a procurar sabores mais autênticos e variados. Essa procura vai levar a reintrodução de técnicas tradicionais e a experimentação de novos ingredientes, levando ao aparecimento de micro cervejarias. Em 2011 existiam em Portugal somente 7 micro cervejarias, em 2014 existiam 35, em 2015 passaram para 64 e em 2021 existiam mais de 100 micro cervejarias ativas.
As cervejarias artesanais a operar em Portugal por região, são:

### RegiãoNorte
- Quinas, cervejaria fundada em 2018, está localizada no município de Valongo.[32][16]
  - Em 2021 vendeu três milhões de litros de cerveja.[37]
  - Marcas: Quinas.[32]
- Lupum, cervejaria  fundada em 2017, está localizada no município de Vila Nova de Gaia[16]
  - Marcas: Lupum.[16] Aceita visitas a fabrica.[16]

- Sovina, cervejaria fundada em 2011, está localizada no município do Porto.[16]
  - Marcas: Sovina.[16]
- Nortada, cervejaria fundada em 2017, está localizada no município do Porto.[40]
  - Em 2022 vendeu 600.000 litros de cerveja.[40]
  - Marcas: Nortada.[16] Tem Tap Room e restaurante.[16] Aceita visitas a fabrica.[16]
- Post Scriptum, cervejaria  fundada em 2015, está localizada no município da Trofa.[16]
  - Marcas: By Pedro Sousa, Loba.[16][41] Tem Tap Room.[16] Aceita visitas a fabrica.[16]

### RegiãoCentro
- Xarlie, cervejaria fundada em 2017, está localizada no município de Leiria.[32][16]
  - Marcas: Xarlie.[32] Tem restaurante e aceita visitas a fabrica.[16]
  - Produção/vendas: Produz entre 2.400 hL e 3.600 hL de cerveja por ano.[32]
- Vadia, cervejaria fundada em 2010, está localizada no município de Oliveira de Azeméis.[32]
  - Marcas: Vadia.[32] Tem Tap Room e restaurante.[16] Aceita visitas a fabrica.[16]
  - Prémios: World Beer Awards, Brussels Beer Challenge e Concours International de Lyon.[16]
- Rapada, cervejaria fundada em 2015, está localizada no município de Oliveira do Hospital.[42]

### Região deLisboa e Vale do Tejo
- Dois Corvos, cervejaria fundada em 2015, está localizada na zona de Marvila, Lisboa.[16][32][16][40]
  - Em 2022 produziu 560.000 litros de cerveja.[40]
  - Marcas: Dois Corvos.[32] Tem Tap Room e aceita visitas a fabrica.[32][16]
  - Prémios: Melhor Cerveja Artesanal Portuguesa em 2022.[40]
- Lince, cervejaria fundada em 2016, está localizada na zona de Marvila, Lisboa.[16][32][16]
  - Marcas: Lince.[16] Aceita visitas a fabrica.[16]
- Musa, cervejaria fundada em 2016, está localizada na zona de Marvila, Lisboa.[16]
  - Marcas: Musa.[16] Tem Tap Room e restaurante.[16] Aceita visitas a fabrica.[16]
- Oitava Colina, cervejaria fundada em 2015, está localizada no bairro da Graça, Lisboa.[16]
  - Marcas: Oitava Colina.[16] Tem Tap Room e restaurante.[16]
- Hoppy House Brewing, cervejaria fundada em 2018.
  - Pertence a Central de cervejas e está localizada junto ao local onde esteve localizada a primeira cervejaria de Lisboa (a Fábrica da Trindade), fundada em 1836.[43]
  - Marcas: Trindade, Topázio, Onyx e Lagunitas.[16][43]
- HopSin, está localizada no município de Sintra.[40]
  - Em 2023 produziu 50.000 litros de cerveja.[40]
  - Marcas: HopSin, SeteAis, Colares, Black Sparrow.[16] Tem Tap Room e restaurante.[16] Aceita visitas a fabrica.[16]
- The Browers Company, cervejaria fundada em 2019, está localizada Hub Criativo do Beato, Lisboa.[16]
  - Pertence ao Super Bock Group.[44] Produz 120.000 litros de cerveja por ano.[45]
  - Marcas: Browers. Tem Tap Room e restaurante.[46]

### Região doAlentejo
- Barona, cervejaria fundada em 2015, está localizada no município do Marvão.[16]
  - Marcas: Barona.[16] Tem Tap Room e restaurante.[16] Aceita visitas a fabrica.[16]
- Estroina, cervejaria fundada em 2018, está localizada no município de Mértola.[47][48]
  - Marcas: Estroina.

### Região doAlgarve
- Dos Santos, cervejaria fundada em 2018, está localizada no município de Lagoa.[16]
  - Marcas: Dos santos, Porches.[16] Tem Tap Room e restaurante.[16] Aceita visitas a fabrica.[16]
- Marafada, cervejaria fundada em 2015, está localizada no município de Silves.[49][50]
  - Marcas: Marafada. Aceita visitas a fabrica.

### Região daMadeira
- Beerhouse, cervejaria fundada em 1996, está localizada no município do Funchal.[16]
  - Marcas: Beerhouse.[16] Tem Tap Room e restaurante.[16] Aceita visitas a fabrica.[16]

### Região dosAçores
- Koriska, cervejaria fundada em 2017, está localizada no município da Lagoa, ilha de São Miguel.[16]
  - Marcas: Koriska e D’Associação.[16] Aceita visitas a fabrica.[16]